# Ladislav Ženíšek
Ladislav Ženíšek (Vinohrady, Imperio austrohúngaro, 7 de marzo de 1904-14 de mayo de 1985) fue un jugador y entrenador de fútbol checoslovaco. En su etapa como jugador profesional se desempeñaba como defensa.

## Fallecimiento
Murió el 14 de mayo de 1985 tras una larga enfermedad, a la edad de 81 años.

## Selección nacional
Fue internacional con la selección de fútbol de Checoslovaquia en 22 ocasiones. Formó parte de la selección subcampeona de la Copa del Mundo de 1934.

### Participaciones en Copas del Mundo
| Mundial                        | Sede   | Resultado  | Partidos | Goles |
| ------------------------------ | ------ | ---------- | -------- | ----- |
| Copa Mundial de Fútbol de 1934 | Italia | Subcampeón | 3        | 0     |

## Equipos

### Como jugador
| Equipo          | País           | Año       |
| --------------- | -------------- | --------- |
| Viktoria Žižkov | Checoslovaquia | 1924-1927 |
| Sparta Chicago  | Estados Unidos | 1927-1929 |
| Viktoria Žižkov | Checoslovaquia | 1929      |
| Slavia Praga    | Checoslovaquia | 1929-1936 |
| Viktoria Žižkov | Checoslovaquia | 1937-1938 |

### Como entrenador
| Equipo               | País                              | Año       |
| -------------------- | --------------------------------- | --------- |
| Bohemians 1905       | Protectorado de Bohemia y Moravia | 1940-1944 |
| Viktoria Žižkov      | Checoslovaquia                    | 1945-1947 |
| Vítkovicke železárny | Checoslovaquia                    | 1947-1948 |
| ATK Praga            | Checoslovaquia                    | 1949-1951 |
| Selección nacional   | Checoslovaquia                    | 1950-1951 |

## Palmarés

### Campeonatos nacionales
| Título           | Equipo       | País           | Año  |
| ---------------- | ------------ | -------------- | ---- |
| Primera División | Slavia Praga | Checoslovaquia | 1930 |
| Primera División | Slavia Praga | Checoslovaquia | 1931 |
| Primera División | Slavia Praga | Checoslovaquia | 1933 |
| Primera División | Slavia Praga | Checoslovaquia | 1934 |
| Primera División | Slavia Praga | Checoslovaquia | 1935 |